# Mount Saint Catherine
Il Mount Saint Catherine è uno stratovulcano dello stato caraibico di Grenada, di cui costituisce la cima più elevata. Situato nella Parrocchia di Saint Mark, nel nord-ovest dell'isola, è il più giovane dei suoi cinque vulcani.